# Digitale Kollekte
Als Digitale Kollekte werden Kollekten bezeichnet, die bargeldlos mit elektronischen Zahlungsmitteln erbracht werden. Dazu werden die üblichen Vorrichtungen zum Sammeln um elektronische Zahlungsterminals ergänzt oder durch solche ersetzt. Im Unterschied zu einer herkömmlichen Kartenzahlung oder Überweisung bleiben Geber hierbei anonym und erwarten keine Gegenleistung, da es sich um ein liturgisches Opfer handelt. Die Digitale Kollekte hat im Verlauf der COVID-19-Pandemie stark an Bedeutung gewonnen.

## Geschichte und Geräte

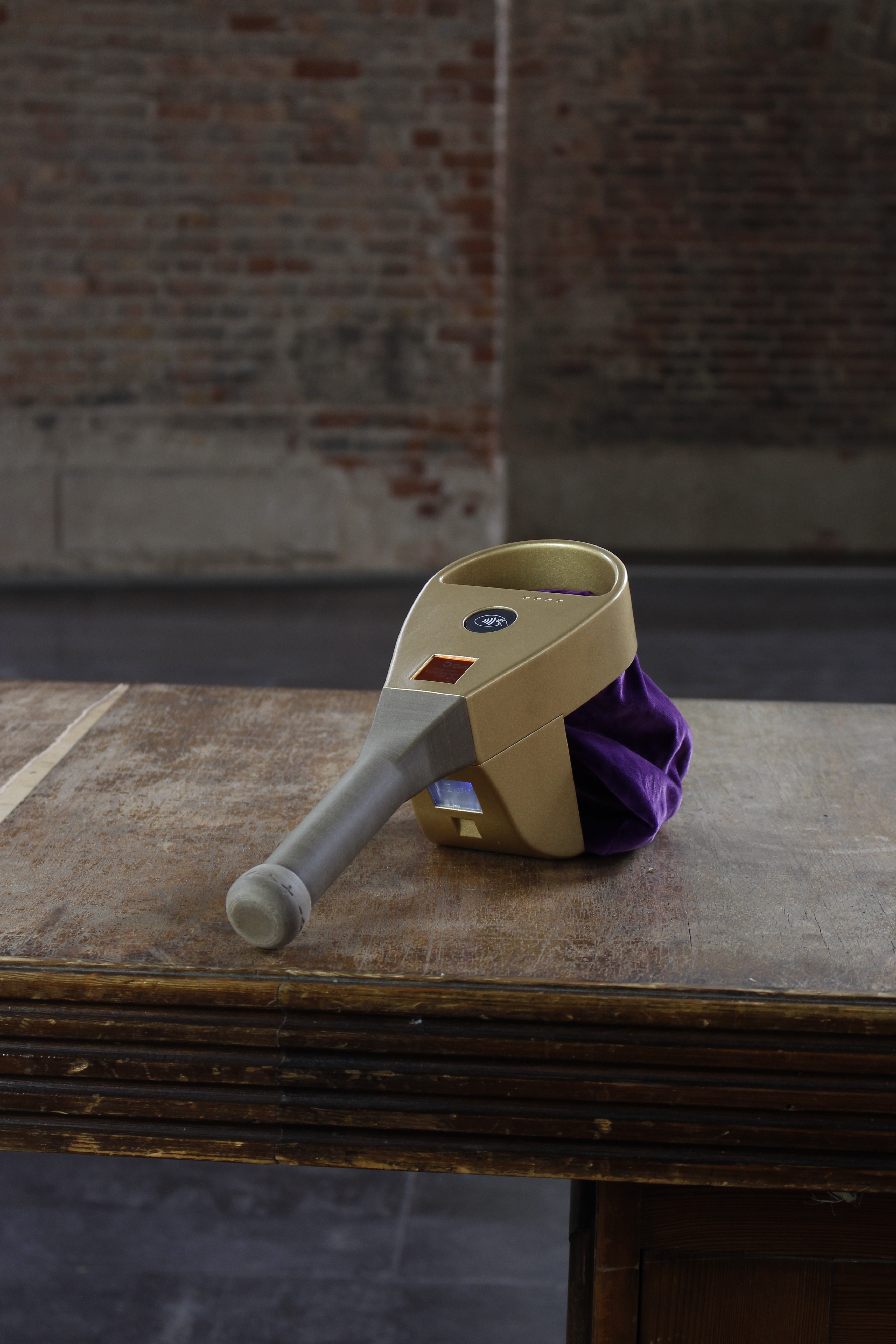
Digitaler Klingelbeutel der EKBO (2020)

Sammelboxen für die Digitale Kollekte wurden 2016 von der Royal Bank of Scotland, 2017 von der ING-Diba sowie 2019 von SumUp und der Church of England vorgestellt.
2018 stellte die Evangelische Kirche Berlin-Brandenburg-schlesische Oberlausitz (EKBO) den sogenannten Digitalen Klingelbeutel vor. Das patentgeschützte Gerät umfasst neben dem klassischen Stoffbeutel eine elektronische Einheit für kontaktloses Bezahlen ohne PIN. Der Digitale Klingelbeutel solle als Bestandteil des Gesamtkonzepts der EKBO zur Digitalen Kollekte Tradition und Moderne verknüpfen sowie Kosten einsparen, die sonst bei der Bargeldhandhabung anfielen. Die Einführung der Digitalen Kollekte in der EKBO wurde von einer Änderung des Kirchenrechts begleitet.
Im Dezember desselben Jahres stellte die katholische Pax-Bank ein Gerät mit der Bezeichnung digi collect vor, ein Sammelkörbchen mit integrierter Möglichkeit für elektronische Kartenzahlung ohne PIN. Das Gerät sei aufgrund erhöhter Nachfrage seitens der Gottesdienstbesucher entwickelt worden. Baugleiche Geräte sind seit Januar 2018 auch in Frankreich und seit November 2018 in den Niederlanden im Einsatz.
Im November 2020 verloste die Evangelische Bank mehrere Digitale Spendensäulen, an denen ausschließlich elektronisch gegeben werden kann. Die Spendensäule wurde während der COVID-19-Pandemie als hygienische Alternative zu Bargeld empfohlen (siehe auch Abschnitt COVID-19-Pandemie).
Seit April 2020 ist zudem in Berliner Gemeinden die Digitale Kollekte per Smartphone-App möglich.
In der Schweiz kann in einigen Kirchgemeinden die Kollekte per Twint vorgenommen werden. Seit September 2024 bietet das niederländische Unternehmen Donkey Mobile B.V. ihre digitale Spendenmöglichkeit, via Smartphone, auch im deutschsprachigen Raum an.

## Technik

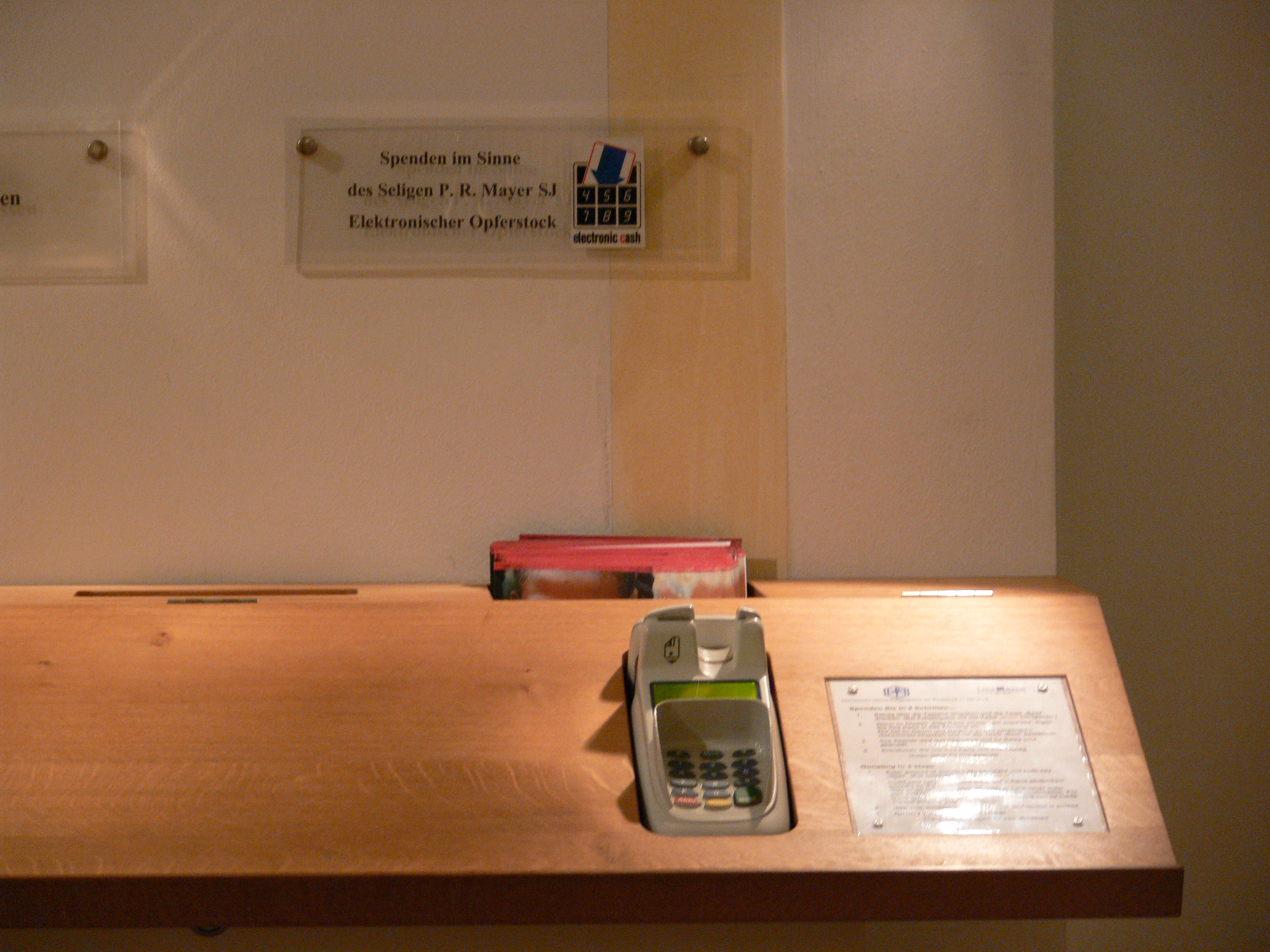
Elektronischer Opferstock in der Münchner Bürgersaalkirche (2008)

Zur Entgegennahme von elektronischen Zahlungen werden POS-Terminals eingesetzt oder im Falle von Twint in der Schweiz QR-Codes aufgedruckt. 
Im Falle von POS-Terminals wird in der schlichtesten Ausführung wird am Aufstellungsort ein vorgefertigtes Handterminal angebracht, dessen Geldeingänge direkt auf ein Spendenkonto laufen. In anderen Fällen werden Terminals als Bauteile in Geräte oder Architektur integriert. Moderne Terminals ermöglichen kontaktloses Bezahlen über Nahfeldkommunikation, auch ohne PIN. So kann zugunsten einer platzsparenden Integration auf den Kartenschlitz verzichtet werden.
Darüber hinaus werden virtuelle Zahlungsterminals genutzt. Sie werden von Zahlungsdienstleistern auf Servern betrieben. Stellt ein geeignetes Gerät, etwa ein NFC-fähiges Smartphone, eine Verbindung zu einem virtuellen Zahlungsterminal her, kann es als Endpunkt fungieren und SEPA-Lastschriftaufträge oder kontaktlose Kartenzahlungen an den Zahlungsdienstleister weiterreichen. Die Person, die das Gerät benutzt, kann so spenden. Auf diesem Prinzip basiert eine Progressive Web App für Kollekten, die in einzelnen deutschen Kirchengemeinden angewendet wird.
Im Gegensatz zu einem kommerziellen Zahlungsvorgang, bei dem Buchungen einem Geschäft und so einer Person zugeordnet werden, muss eine Kollekte anonym bleiben, um ihre Funktion als liturgisches Opfer zu erfüllen. Damit unterscheidet sie sich von einem Tauschgeschäft. Dieser Umstand erfordert zusätzliche Vorkehrungen bei der Zahlungsabwicklung. Gemeinden erhalten beim Eingang einer Buchung zwar Auskunft darüber, wofür eine Kollekte verwendet werden soll („Kollektenzweck“), jedoch nicht, von wem die Zahlung stammt.
Daneben werden die elektronischen Übertragungswege verschlüsselt: Von der Karte zum Terminal per P2PE, zwischen Terminal und ausführenden Kreditinstituten per E2EE. Kontaktlose Zahlungen ohne PIN sind zudem auf 50 € Maximalbetrag limitiert und unterliegen weiteren Sicherheitsvorkehrungen.
Für alle Anwendungsfälle der Digitalen Kollekte ist eine stabile Internetverbindung erforderlich. Mehrere evangelische Landeskirchen nutzen für eine WiFi-Abdeckung im Kirchenschiff den sogenannten godspot.

## COVID-19-Pandemie
Als Reaktion auf die COVID-19-Pandemie wurden ab Frühjahr 2020 weitreichende Einschränkungen für die Öffentlichkeit beschlossen („Lockdown“), mit dem Ziel, Ansteckungen von Person zu Person vorzubeugen. Religionsausübung wie auch Demonstrationsrecht als Grundrechte wurden bei diesen Maßnahmen zumeist weniger stark eingeschränkt als etwa Freizeitbeschäftigungen. Dennoch waren Gottesdienste weniger stark frequentiert als üblich. In Deutschland besuchten Weihnachten 2020 besuchten nur rund 5 % aller Deutschen, rund 4 Millionen Menschen, einen Gottesdienst im Ort. Im vorangegangenen Jahr hatten noch allein 8 Millionen Protestanten an Heiligabend einen Gottesdienst besucht.
Entsprechend sind die Kirchen und kirchlichen Hilfswerke mit Einnahmeneinbußen konfrontiert. Weiter verschärft wird die Situation durch sinkende Einnahmen infolge von Arbeitslosigkeit und Kurzarbeit. So prognostizierte die EKD für das Jahr 2020 in Deutschland einen Rückgang der Kirchensteuereinnahmen um 1 Milliarde Euro gegenüber dem Vorjahr. Diese finanzielle Situation und die wachsende Beliebtheit elektronischer Bezahlmöglichkeiten bewegen Kirchen dazu, für Kollekte durch Banküberweisung oder Digitale Kollekte zu werben.